# Hesperoxiphion niveum
Hesperoxiphion niveum är en irisväxtart som beskrevs av Pierfelice Ravenna. Hesperoxiphion niveum ingår i släktet Hesperoxiphion och familjen irisväxter. Inga underarter finns listade i Catalogue of Life.